# Индира Кастратович
Индира Кастратович с фамилно име по баща Якупович (на сръбски: Indira Jakupović-Kastratović; на македонска литературна норма: Индира Јакуповиќ-Кастратовиќ) е босненско-херцеговинска югославска и северномакедонска състезателка и треньорка по хандбал.

## Кариера
Родена е на 2 октомври 1970 година в Баня Лука, Югославия. Започва да играе хандбал на 15-годишна възраст в Приедор, където тогава живее със семейството си. Подписва първия си договор като професионална хандбалистка на 18-годишна възраст.
В следващите 6 години се мести в Сърбия и играе за клубовете „Халас Йожеф“ (Ада), „Югоинспект“ (Нови Сад) и „Вожводац“ (Белград).
По-късно в Република Македония играе за „Кометал Гьорче Петров“ от 1994 до 2006 година. С тима печели шампионата и купата на страната от 1995 до 2006 година. През 2002 година печели и в Шампионската лига.
Играла е на позицията десен гард. Голмайсторка е на световното първенство през 1997 година със 71 гола, като отборът заема седмо място. Обявена е за най-добър десен гард на първенството през 1999 година. Нареждана е сред най-добрите състезателки в историята на семерномакедонския хандбал.
След като прекратява състезателната си кариера в 2006 година, тя става треньор на „Вардар“ (Скопие).
Омъжена е за хандбалния треньор Зоран Кастратович.

## Постижения
Като състезателка
- Шампион на Македония: 1995 – 2006
- Победител за Купата на Македония: 1995 – 2006
- Победител в Шампионската лига на ЕФХ: 2002
- Финалист в Шампионската лига ЕФХ: 2000, 2005
- Победител за Трофея на шампионите: 2002
- Полуфиналист за Трофея на шампионите: 2004

Като треньорка
- Шампион на Македония: 2013, 2014, 2015
- Победител за Купата на Македония: 2013, 2014, 2015